# حقوق الإنسان في اليمن
وضع حقوق الإنسان في اليمن متدني إلى حد ما، قوات الأمن مسؤولة عن التعذيب والمعاملة غير الإنسانية حتى الإعدام خارج نطاق القانون. في السنوات الأخيرة كان هناك بعض التحسن، وقعت الحكومة العديد من معاهدات حقوق الإنسان، تشغل حورية مشهور منصب وزيرة حقوق الإنسان. إلا أنه لا تزال العديد من المشاكل قائمة إلى جانب أن الكثير من الإصلاحات لم تنفذ بالكامل ولا تزال الانتهاكات متفشية، وخاصة في مجالات حقوق المرأة، حرية الصحافة، التعذيب وحشية الشرطة. تمارس العديد من الاعتقالات التعسفية للمواطنين وكذلك حملات التفتيش التعسفية للمنازل. والاحتجاز السابق للمحاكمة لفترات طويلة، والفساد القضائي وعدم الكفاءة، وتدخل السلطة التنفيذية في تقويض الإجراءات القانونية الواجبة. حرية التعبير.

## تاريخ

### ثورة الشباب 2011
- قالت منظمة هيومن رايتس ووتش في 23/2/2011 م أن الشرطة اليمنية سمحت لجماعات مسلحة موالية للحكومة بمهاجمة متظاهرين سلميين في العاصمة اليمنية صنعاء ليلة 22 فبراير/شباط 2011 م، وقتلت متظاهرا معارضا للحكومة وأصابت 38 آخرين. وطالبت المديرة التنفيذية لقسم الشرق الأوسط وشمال أفريقيا في المنظمة سارة ليا ويتسن بمحاسبة عناصر الشرطة التي أكدت أنها وقفت جانبا وتركت الآخرين يؤدون عملها القذر نيابة عنها.[4]
- أعربت المنظمة العربية لحقوق الإنسان في بيان لها عن عميق قلقها لما سمته توسع السلطات الأمنية اليمنية في استخدام العنف المفرط بحق المتظاهرين العُزل، معتبرة أن ذلك يشكل «جريمة ضد الإنسانية» لا يجوز التسامح إزاءها. وقالت أن العنف المفرط، وخاصة استخدام الرصاص الحي، جرى استخدامه بشكل سافر يوم الثلاثاء 9/3/2011 م ضد المعتصمين في ميدان التغيير وسط صنعاء. وأضافت أن ذلك «يضفي على الظاهرة طابعاً نمطياً ومنهجياً ويشكلجريمة ضد الإنسانية لا يجوز التسامح إزاءها.»[5]
- واتهمت منظمة العفو الدولية في تقرير صدر يوم 6 أبريل السلطات اليمنية باستخدام «القوة المفرطة على نحو فج» ضد المتظاهرين المناوئين للحكومة، داعية إلى إجراء تحقيق خارجي في تلك الهجمات. وقالت المنظمة الحقوقية في تقريرها «لحظة الحقيقة لليمن» إن نحو مائة شخص قتلوا منذ بداية العام الجاري في المظاهرات المطالبة برحيل الرئيس علي عبد الله صالح. واتهمت السلطات اليمنية بالتصرف بعدم الاكتراث بأرواح البشر وبمواصلة سياسة الإفلات من العقاب. كما انتقدت المنظمة بشدة نفس السلطات بسبب اعتقالها المئات من نشطاء المعارضة ومواصلتها لما سمته قمع الصحفيين واستخدام التعذيب بل وقتل معتقلين على أيدي قوات الأمن. ورأت أن من بين أكثر الأحداث المزعجة ما حدث بمحافظة عدن (جنوب) في فبراير/شباط الماضي، حيث قالت إن قوات الأمن منعت الأهالي من نقل الجرحى للمستشفى بعدما أطلقت قوات الحكومة النار على المتظاهرين والمارة.[6]
- وبعد ما عرف بمجزرة مسيرة ملعب الثورة بصنعاء دعت منظمة العفو الدولية إلى محاسبة الرئيس علي عبد الله صالح على انتهاكات حقوق الإنسان، وعدم منحه مع حلفائه السياسيين أي حصانة من الملاحقة القضائية كثمن لإنهاء الأزمة المتصاعدة لحقوق الإنسان في بلاده. وقالت المنظمة إن صالح، وبعد أشهر من الاحتجاجات على 33 عاما من حكمه، من المتوقع أن يتوصل إلى اتفاق على صفقة لنقل السلطة إلى قادة المعارضة والتنحي في غضون 30 يوما يبدو أنه سيوفر له ولأركان حكمه حصانة يمكن أن تحول دون محاكمتهم عن مقتل أكثر من 120 متظاهرا وغيرها من الانتهاكات التي ارتكبت أثناء الاحتجاجات الأخيرة والسنوات السابقة.[7]
- وفي 2 يونيو 2011 أدان التحالف الدولي لملاحقة مجرمي الحرب والجرائم ضد الإنسانية (إيكاوس) ما يجري في اليمن واصفاً إياه بجرائم ضد الإنسانية، وسيحمل ملفها الجنائي الرئيس علي عبد الله صالح وكل من يعاونه.[8]

و كشفت منظمةيونيسيف التابعة للأمم المتحدة في أبريل 2011 أن 73 طفلا يمنيا قتلوا خلال الأحداث الجارية في اليمن. وطالبت الحكومة بالتقيد الصارم باتفاقية حقوق الطفل.

#### مجزرة جمعة الكرامة
قالت هيومن رايتس ووتش إن التحقيق الذي أجرته الحكومة اليمنية السابقة فيما يسمى بمذبحة جمعة الكرامة يوم 18 مارس 2011 تشوبه العيوب والتدخل السياسي من أوله إلى أخره.و قالت إن على السلطات اليمنية أن تأمر بتحقيق جديد في الهجوم، الذي كان الأكثر دموية، وقد شنّه مسلحون مؤيدون للحكومة على المتظاهرين، في أثناء ثورة الشباب 2011 . تسبب الهجوم الذي وقع في صنعاء في قتل 45 شخصاً وجرح ما يناهز 200 آخرين، وصار رمزاً لمقاومة الرئيس في ذلك الوقت على عبد الله صالح. تقرر بدء المحاكمة الجنائية لـ78 متهماً في القضية يوم 29 سبتمبر 2012.

و قالت ليتا تايلر، باحثة أولى في شؤون اليمن في هيومن رايتس ووتش: 
| حقوق الإنسان في اليمن | شابت تحقيقات الحكومة السابقة في جرائم القتل بجمعة الكرامة عيوب جسيمة، وربما كان التحقيق محاولة سافرة لحماية مسؤولين حكوميين من الملاحقة الجنائية. على الحكومة اليمنية الجديدة أن تظهر التزامها بتحقيق العدالة في الانتهاكات الخطيرة للحقوق وذلك عن طريق إجراء تحقيق جديد | حقوق الإنسان في اليمن |

من بين عيوب أخرى تشوب تحقيق جمعة الكرامة، إنه لم يتم اُستدعاء مسؤولين رفيعي المستوى للاستجواب وضعهم شهود العيان موضع الاشتباه، بمن فيهم محافظ محافظة المحويت كان سطح منزله بصنعاء يمثل منطقة التجمع الرئيسية للمسلحين وهم يطلقون النار على المتظاهرين. بعد الهجوم بستة أسابيع، أقال علي عبد الله صالح النائب العام بعد أن طالب باعتقال المشتبه فيهم الرئيسيين، ومنهم مسؤولين حكوميين.
من بين 78 مشتبهاً وردت أسماؤهم في لائحة الاتهام بالهجوم في يونيو 2011، يظل 30 على الأقل مطلقي السراح، بمن فيهم المتهمان الرئيسيان ـ عقيد وشقيقه كانا يشغلان وقتها منصبين أمنيين رفيعين. يزعم محاميو المتهمين والضحايا على حد سواء أن السلطات لم تبذل جهدًا جدياً للعثور على المشتبه بهم. لم يُتهم بالقتل العمد إلا 2 من بين الـ14 متهماً الذين احتجزوا على ذمة التحقيق. أبدى محاميو الضحايا التخوف من أن يكون المتهمون المحتجزون مجرد متفرجين أبرياء أو شركاء ثانويين على الأكثر، وهم يسعون بدورهم إلى تحقيق جديد في الواقعة.

#### الأطفال
لعب الشباب صغار السن دوراً مهماً للغاية في حركة الاحتجاجات اليمنية في عام 2011، التي أنهت حُكم الرئيس علي عبد الله الذي دام 33 عاماً. إلا أن العديد من الأطفال اليمنيين تعرضوا لانتهاكات جسيمة لحقوقهم أثناء الاحتجاجات وأثناء الصدامات المسلحة المتقطعة، وبعد أن وقع النظام وقوى المعارضة اتفاق سلام. قتلت قوات الأمن الحكومية أطفالاً في مظاهرات الشوارع. وقامت القوات المسلحة وجماعات المعارضة المسلحة بتجنيد واستخدام جنود أطفال. وقالت هيومن رايتس ووتش إن القوات المسلحة الحكومية والجماعات المسلحة عرضت حياة عشرات الآلاف من الأطفال للخطر وحدت من حقهم في التعليم عندما دخلت هذه القوات المدارس واحتلتها.

#### الحصانة
أثار قرار البرلمان اليمني بمنح علي عبد الله صالح حصانة من الملاحقة القضائية جدلا في الأوساط الحقوقية كونهم يرون أنه مسؤول عن جرائم بحق المتظاهرين السلميين واعتبرت القرار غير قانوني خاصة أن اليمن موقع على معاهدات ومواثيق دولية تجرم قتل المتظاهرين وكل أشكال مصادرة الرأي وقالت رئيسة هيومن رايتس ووتش قسم الشرق الأوسط وشمال أفريقيا سارة ليا ويتسون، أنه يجب على المحاكم الدولية تجاهل القرار خاصة أنه يعطي صالح حماية من الملاحقة القانونية داخل الأراضي اليمنية فحسب وردت فقرة في قرار الحصانة تقول أنه لا يمكن استئناف القرار في مخالفة صريحة لدستور البلاد مادة رقم 151 و 153 اللتان تنصان أن لكل مواطن يمني الحق في الذهاب للمحكمة العليا واستئناف أي أحكام أو قوانين يراها غير دستورية، وأن المحكمة العليا هي أعلى سلطة قضائية في البلد متمكنة من استئناف أو إلغاء أي قانون أو حكم تراه غير دستوري وبالذات الفقرة (ه) من المادة تنص على وجوب محاكمة رئيس الجمهورية ورئيس الوزراء وأعضاء الحكومة وفقا للقانون دون امتيازات خاصة ودعت هيومن رايتس ووتش السلطات اليمنية والحكومة الجديدة إلى اعتقال صالح مشددة على عدم اعترافها بالحصانة

#### التعيينات الدبلوماسية
قالت هيومن رايتس ووتش إن قيام الرئيس هادي في 10 أبريل 2013 بإزاحة أحمد علي عبد الله صالح وعمار محمد (وكيل الأمن القومي سابقاً) وطارق محمد عبد الله صالح (قائد الحرس الخاص سابقاً) من القيادة العسكرية، كانت على صلة بالانتهاكات، يمثل خطوة مهمة في المرحلة الانتقالية في اليمن بعد الثورة. ولكن تعيينهم في مناصب من شأنها أن تمنحهم الحصانة الدبلوماسية، يعد من بواعث القلق  حيث قالت هيومن رايتس ووتش أنها وثقت أدلة على انتهاكات جسيمة لحقوق الإنسان تورطت فيها القوات الخاضعة لقيادة هؤلاء الرجال الثلاثة، بما في ذلك الاعتداءات على المتظاهرين والاعتقال التعسفي والتعذيب وأعمال الاختفاء القسري.
حيث وثقت هيومن رايتس ووتش 37 حالة احتجزت خلالها قوات الأمن – بما في ذلك الحرس الجمهوري وجهاز الأمن القومي والحرس الرئاسي الخاص – أشخاصا لأيام أو أسابيع أو شهور من دون اتهام. وقال 22 من المحتجزين السابقين لـ هيومن رايتس ووتش إنهم تعرضوا للتعذيب وسوء المعاملة بما في ذلك الضرب والصعق بالكهرباء والتهديدات بالقتل أو الاغتصاب ووضعهم في الحجز الانفرادي لأسابيع أو شهور.

### العدالة الانتقالية المعطلة
دعت هيومن رايتس ووتش الرئيس هادي إلى استخدام سلطاته التنفيذية لإصلاح وإنفاذ قانون العدالة الانتقالية الذي طال تأجيله، والذي من شأنه أن ينشئ سجلاً تاريخياً لجرائم حقوق الإنسان الخطيرة السابقة، وأن ينصف ضحايا تلك الانتهاكات. تعطل القانون في البرلمان اليمني بسبب الخلاف المرير على الفترة الزمنية التي يغطيها، فبعض الفصائل تريد له أن يغطي عام 2011 فحسب، بينما يريد بعضها الآخر للقانون أن يرجع حتى الحرب الأهلية اليمنية في عام 1994، أو أن يشمل فترة رئاسة صالح الممتدة لـ33 عاماً كلها.
ومن شأن أحدث نسخ القانون، التي قدمها مكتب الرئيس للبرلمان، أن يلغي إنشاء السجل التاريخي، وأن يقصر نطاق التحقيق على عام 2011. كما تنص هذه المسودة صراحة على أن أي تحقيقات تجري بموجب القانون ستخضع لقانون الحصانة الصادر في عام 2012، والذي منحه البرلمان بإيعاز من دول مجلس التعاون الخليجي، وكذلك الاتحاد الأوروبي والولايات المتحدة، لصالح ومن عملوا معه.
إذا أخفق البرلمان اليمني في تمرير قانون جديد للعدالة الانتقالية فبوسع الرئيس هادي أن يوقع عليه بنفسه، بموجب شروط مسودة انتقالية تسري لمدة عامين وتمنح الرئيس سلطة تمرير القوانين من طرف واحد إذا أخفق البرلمان في تحقيق الإجماع. تم وضع المسودة بوساطة من الأمم المتحدة ووقع عليها كل من حزب الرئيس السابق، المؤتمر الشعبي العام، وتكتل أحزاب اللقاء المشترك المعارض. قال جو ستورك: «تعرضت مسودة قانون العدالة الانتقالية للتخريب حتى أفرغت من مضمونها، وعلى الرئيس هادي أن يستخدم ما يتمتع به من سلطة للموافقة على قانون يحقق العدالة، وليس مجرد تمويه».
دعت هيومن رايتس ووتش السلطات اليمنية أيضاً إلى إعادة فتح التحقيق الجنائي في ما يعرف بمذبحة جمعة الكرامة التي وقعت يوم 18 مارس 2011، وكانت أكثر الاعتداءات دموية في الانتفاضة من المسلحين الموالين لصالح على المتظاهرين السلميين إجمالاً. وقد توصل تقرير حديث لـ هيومن رايتس ووتش إلى أن تحقيقات الحكومة السابقة كان يشوبها التدخل السياسي السافر والإخفاق في التحقيق في أدلة كان من شأنها توريط مسؤولين حكوميين رفيعي المستوى.
تحول الاعتداء، الذي قتل 45 متظاهراً على الأقل وجرح 200 آخرين، إلى رمز للرد الوحشي من قبل قوات الأمن والعصابات الموالية للحكومة على الانتفاضة. في لقاء بتاريخ 14 فبراير مع هيومن رايتس ووتش، أنكر النائب العام على أحمد الأعوش وجود أي قصور في التحقيق. إلا أن وزير العدل مرشد علي العرشاني قال لـ هيومن رايتس ووتش قبل هذا بأيام قليلة إنه أقر بالحاجة إلى تحقيق جديد.
طالبت هيومن رايتس ووتش في تقريرها عن الاعتداء، طالبت مجلس الأمم المتحدة لحقوق الإنسان بتحديد موعد لليمن كي يبدأ تحقيقات نزيهة ومحايدة في جرائم حقوق الإنسان الخطيرة أثناء عام 2011، والتفويض بتحقيق دولي إذا أخفقت السلطات اليمنية في الالتزام بالموعد المحدد.
بدأت الحكومة اليمنية في تعويض ضحايا اعتداء 18 مارس/آذار، علاوة على آلاف الآخرين ممن جرحوا، وعائلات مئات الأشخاص الذين قتلوا أثناء الانتفاضة. لكن الكثيرين من الضحايا ادعوا وقوع تمييز سياسي في صرف الأموال من خلال جمعية خيرية خاصة. قالت هيومن رايتس ووتش إن على الحكومة أن تضمن توزيع التعويضات بشكل عادل وسريع.

## حرية الصحافة
في عام 2005 احتلت اليمن المركز 136 من بين 167 دولة من حيث حرية الصحافة.

## الزواج
رصدت عدد من المنظمات الحقوقية قضايا لتزويج فتيات صغيرات بعضهم لم يتجاوز الثامنة لرجال يكبروهم بمراحل اليمن مجتمع قبلي محافظ للغاية حيث لا زالت أعراف القبيلة والإرث التاريخي الثقيل يخيم بظلاله على مختلف جوانب الحياة في البلاد. في دراسة أجرتها الحكومة اليمنية على 3,586 منزل مايقارب 50% من النساء تزوجن قبل سن 18 و 14% قبل سن 15

## الأخدام

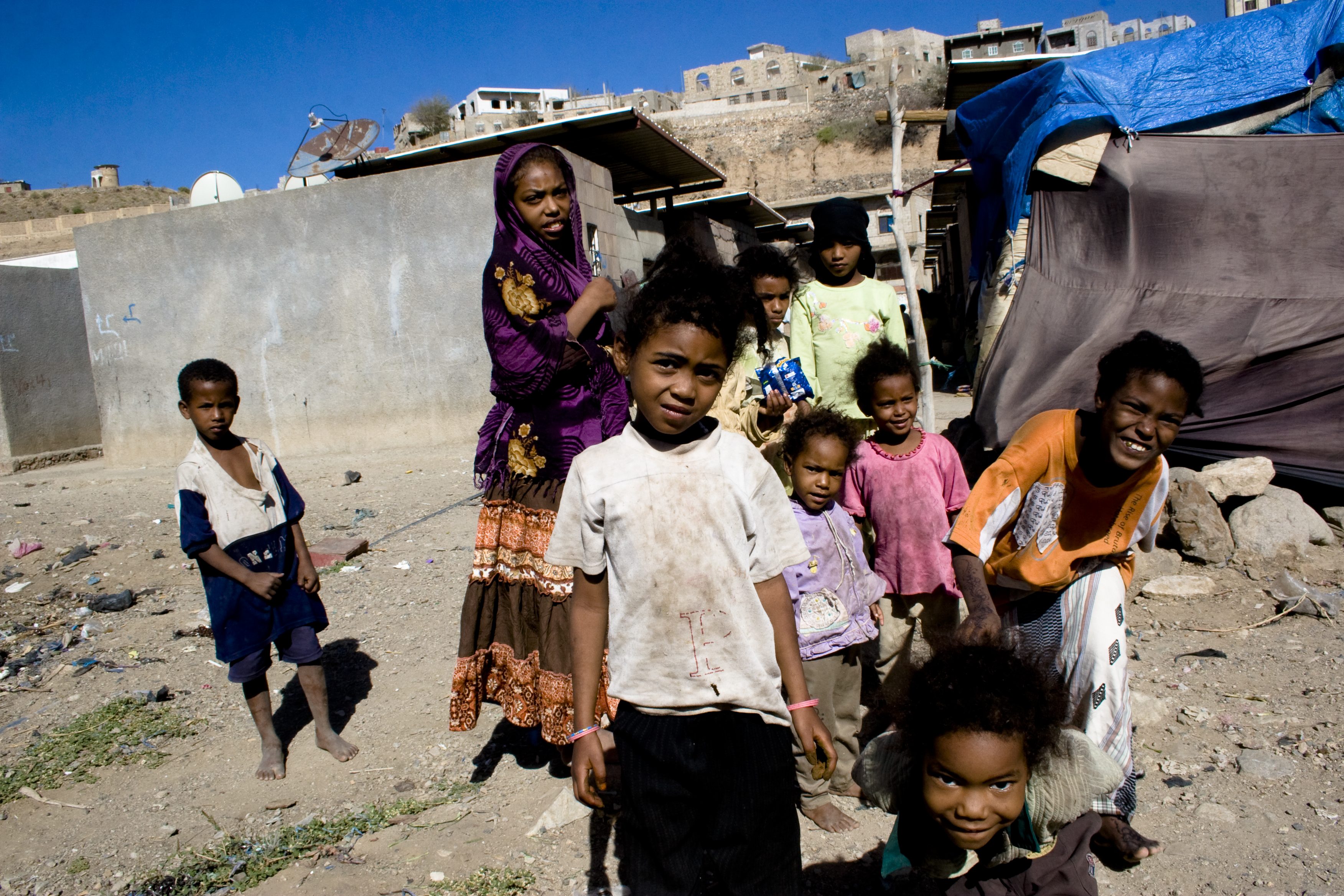
أطفال من المهمشين في تعز

يوجد في اليمن مايقارب 500,000 إلى مليون (5% من تعداد السكان) مواطن يمني ينتمي إلى مايعرف بفئة الأخدام وهم يتميزون بملامحهم الأفريقية وبشرتهم السوداء عن غالب المجتمع اليمني ويعانون تهميشا في مختلف المجالات والأصعدة من حق التعليم إلى حق التمثيل القضائي ولعبت طبيعة المجتمع اليمني القبلية دورا في ترسيخ صورة نمطية سلبية عن هذه الفئة ما شأنه أنهم «غير أخلاقيون» وخرافات وأساطير مثل أنهم يأكلون أمواتهم هولاء مواطنين يمنيين لا يعرفون أي بلد آخر وإن كان الكثير يعتقد أنهم بقايا مملكة أكسوم وقد يكون ذلك تفسيرا سطحيا لوجودهم إلا أن المنظمات الدولية دعت إلى احترام حقوقهم بغض النظر عن أصولهم وسبب تواجدهم في اليمن والالتزام بالعهود والمواثيق الدولية التي ألغت الرق في اليمن عام 1962

## الأطفال

### العمل
المجتمع اليمني ما زال شاباً، فالأطفال ما دون 12 سنة يشكلون 46 % من إجمالي السكان في عام 2000م وذلك نتيجة للنمو السكاني الكبير والذي يشكل نسبة 3.5 %
هذا الوضع السكاني يشمل معدل التوقف العالي 41.6 % ونمو القوى العاملة السنوي 4.4 % التي تنتج تحت الضغط الشديد على الموارد والخدمات، مما دفع الأطفال إلى سوق العمل وكان من انعكاساته خروج الأطفال من المدارس بنسبة 60 % أو أقل من ذلك في المناطق الريفية وبين الفتيات .
واستناداً إلى قانون العمل اليمني فإن السن القانونية للعمل في البلاد هي 15 سنة إلا أن إحصائيات الموارد البشرية قد حددته بالسن العاشرة حتى عام 1999م، عندما أقر العمر 15 سنة كحد أدنى للعمل .
وقد توسعت قوة عمالة الأطفال في اليمن خلال العقد الأخير بمعدل سنوي بنسبة 3 % وتقدر الآن بـ 326.000 طفل في عمر 14 سنة، نسبة الفتيات منهم 51.4 % ، مع 90 % من الأطفال المسجلين رسمياً في المدارس والذين هم في الواقع من ضمن القوى العاملة .
إن محافظة حجة هي الأسوأ في هذا الخصوص حيث يوجد بها 14% من قوى الأطفال العاملة، أما عدن فهي الأفضل نسبة (0.3 % من الإجمالي).
وقد ظهر بأن 96% من الأطفال الذين أجري عليهم المسح قد التحقوا بالمدارس و 52 % منهم ما زال يدرس ويعمل، أما البقية فقد تركوا المدارس في المستويات الثالث أو السادس .
هناك علاقة مباشرة بين عمل الأطفال ومعيلي العائلة، نتائج المسح اليمني للقوى العاملة المنجزة وطنياً في عام 1999م قد أظهرت بأن أغلب الأطفال العاملين لديهم معيلين موظفين، 92% منهم يعملون بالزراعة، 4.8% في الخدمات، 2.5 % عمال غير محترفين، 0.7 % شبه مهنيين محترفين .
إن عمالة الأطفال في اليمن – محصورة كلياً في الأعمال الخاصة، وخصوصاً في القطاعات الغير رسمية، وهذا نتيجة لقانون الخدمة المدنية والذي يعتبر الحد الأدنى من عمر العامل هو 18 سنة والاتجاه نفسه واضح في المؤسسات العسكرية .
إن الإحصائيات تشير إلى أن الأغلبية من الأطفال الذين يعملون لأهاليهم هم ممن يعملون لغير العائلة (يقصد أنهم يعملون في إطار خارج عن أعمال الأسرة ذاتها).
إن الأطفال الذكور يشكلون نسبة 83.2% خصوصاً في المناطق الريفية .
أما من يعملون خارج نطاق العائلة، فإن القطاع غير الرسمي أصبح يشكل المنتجع الأخير لعمالة الأطفال وهذه إشكالية، كما أن القطاع غير الرسمي في اليمن كبير ويفتقر إلى التأمين الاجتماعي أو الحماية بما يتعلق بالصحة والسلامة المهنية مما يتعرض له الأطفال من المخاطر الجسيمة .
إن الفقر والبطالة يشكلان السبب الرئيس لعمالة الأطفال في اليمن وبعد قرون من ازدهار عمالة الأطفال، إلا أنها تراجعت في السبعينات والثمانينات نظراً للدخل المتحسن، ثم ارتفعت مرة أخرى خلال التسعينات أثناء الأزمة الاقتصادية وأثناء فقد الآلاف من العمال لأعمالهم، وقد تزايد معدل السكان الذين هم تحت خط الفقر من 12% في عام 1992م إلى 34% 1999م .
إن العلاقة بين انتشار الفقر في المناطق الريفية وبين عمالة الأطفال هي علاقة قوية:
فـ 94.7% من عمالة الأطفال [ ما بين 6-14] يعملون في المناطق الريفية، والأطفال الذين يعملون في المدن يأتون من المناطق الريفية .
و92% من الأطفال العاملين يعملون في مجال الزراعة و 54.4 % منهم إناث يعملون لأهاليهم بأجور أو بدون أجر .
إن البطالة في اليمن مثلها مثل الفقر ظاهرة قديمة ومعدلاتها قد نقصت نتيجة للظروف المحلية والدولية خلال السبعينات والثمانينات، أما في التسعينات فقد بدأت تزداد نظراً للظروف الاقتصادية والسكانية والسياسية حيث وصلت بنهاية هذا القرن طبقاً للتقديرات المحلية والعالمية إلى 20%- 35% .

### التجنيد
تحدثت عدة منشورات عن تجنيد للأطفال من قبل الحوثيين والحكومة اليمنية في المعارك وقالت منظمة سياج اليمنية لحماية الطفولة، أن 50% من مقاتلي الحوثي هم دون الثامنة العشر، ونفس النسبة لمقاتلي القبائل ونشرت المنظمة أن 187 طفل دون الثامنة عشر قتل و 71% خلال مواجهات مسلحة  وقالت منظمة هيومن رايتس ووتش أن الحكومة اليمنية متورطة في عملياتة تجنيد لقصر تحت الثامنة عشرة لقمع الاحتجاجات وأجرت مسحا لأعمار الجنود فكان بعضهم في الرابعة عشر من عمره ووجدت نفس الحالات في قوات الفرقة التي أرسلها علي محسن الأحمر لحماية المعتصمين

### أطفال الشوارع
هم الأطفال الذين يتخذون من الشوارع مأوىً لهم وملاذاً لإقامتهم بصورة دائمة أو مؤقتة، ومصدراً لمعيشتهم، وتنقصهم متطلبات الرعاية الأخلاقية والاقتصادية والتعليمية والصحية الضرورية، ولا يجدون جهات رسمية أو مدنية أو قرابية ترعاهم وتشرف على مصالحهم. ويطلق عليهم «أطفال الكراتين».
وعن أعدادهم: لا تتوفر أرقام إحصائية دقيقة صادرة من جهات وزارية رسمية ولكن هناك تقديرات لدراسات علمية ميدانية قد تبدو أرقامها تقريبية، فقد قدرت دراسة اليونسف 2002م حجم الظاهرة في صنعاء وحدها 28.789 طفل، كما قدرت دراسة علمية حديثة 2004م حجمهم في الأمانة فقط للفئة 9-14 سنة 18.000 طفل، وفي عموم اليمن، ما يقارب 40.000 طفل.

### الأطفال المهربين
هم مجموعة من الأطفال يتم إخراجهم بصورة غير قانونية من الحدود الإقليمية عن طريق الاتفاق مع مهربين وإيداعهم في دول الجوار …… وتوظيفهم في أعمال هامشية كنوع من الاستثمار الاقتصادي لذويهم في الداخل.
ونظراً لخصوصية انتشارها في بعض محافظات الجمهورية مثل: الحديدة، ريمة، حجة. وأهمها تحديداً مديريات حرض- أفلح الشام- بكيل المير. ووجد بأن 59.3% من الأطفال المرحلين هم من مديرية حرض نقطة الحدود التي يمر عبرها معظم العابرين بين بلادنا والمملكة العربية السعودية.
تقدر اليونسف عدد الأطفال الذين تم القبض عليهم في السعودية وإعادتهم لليمن حتى مطلع مارس 2004م بـ 9.815 طفل، بلغ عدد الأطفال المهربين في محافظة حجة بين عامي 2002-2004م 141 طفلاً أغلبهم ذكور، وعدد المهربين 90 منهم 3 نساء، بينما في منفذ حرض الحدودي وصل عدد الأطفال المسجل تهريبهم خلال 2002-2004م 218 طفلاً منهم 7 فتيات، وعدد المهربين 43 منهم 3 نساء، وإن معدل التهريب للأطفال يصل من 150-200 طفل سنوياً.
وبلغ عدد الأطفال المهربين إلى السعودية عام 2006م هو 900 طفل  ، وإذا كانت هذه المشكلة تشترك مع غيرها في أسبابها ودوافع حدوثها فإن السبب الرئيسي الأول هو الفقر المدقع والحاجة الماسة للبحث عن بعض النقود لسد رمق الحياة .

### الأطفال الأيتام
هم الذين توفي أبائهم ولا يوجد لهم عائل أو مصدر اقتصادي يقتاتون منه، فتقوم الدولة إما بإيوائه يإحدى مؤسسات الرعاية الاجتماعية أو بمساعدة شهرية لأوصيائه من أقاربه على رعايته بحضانة دائمة أو بالاتفاق مع أسرة بديلة لحضانته مؤقتاً وفق شروط محددة.
ويقدر حجم الأطفال بحسب إحصائيات رسمية حديثة 2004م بـ33.180، يقطن منهم 2.432 يتيم في مؤسسات اجتماعية رسمية و748 في مؤسسات اجتماعية أهلية، بينما العدد الأكبر منهم 30.000 يتم كفالتهم وسط أسرهم الفقيرة والتي تتلقى مساعدات ومعونات من جمعيات خيرية محلية وإقليمية بالتنسيق مع وزارة الشئون الاجتماعية والعمل.

### الإطفال اللاجئين
أرفقت وزارة حقوق الإنسان اليمنية تقرير لعام2004م يقول أن عدد الأطفال اللاجئين في ميفعة (شبوة) منذ تاريخ 1999 حتى وصل إلى 3145 صومالي و 126 أرتيري وسوداني وتنزاني وماليزي وقد دون أسماء مجموعة منهم وكذلك أيضاً اللاجئين في منطقة البستان في محافظة عدن وأكدت التقارير إنهم يعيشون حياة تقليدية بدائية ولديهم مركز اجتماعي يدعم النشاطات الاجتماعية والعلمية ويقوم برعاية 50 طفل أعمارهم ما بين 3/6 سنوات وتزودهم بتعليم اللغة والحساب خمسة أيام في الأسبوع ويقدم الغذاء لهذه المجموعات بالتعاون مع برنامج الغذاء العالمي.

## أنصار الشريعة
في 4 ديسمبر 2012، نشرت منظمة العفو الدولية تقريرا عن حقوق الإنسان في محافظة أبين أيام سيطرة ماعُرف بأنصار الشريعة على المحافظة وإعلانهم «ولاية وقار الإسلامية». وصفت المنظمة انتهاكات حقوق الإنسان من قبل الجماعة بالـ«مروعة» من خلال «محاكم الشريعة» وأحكام مثل الصلب، وبتر الأطراف، والإعدامات العلنية، والجلد. من أحكامهم حكم «قضائي» صدر بحق شخص يتنمي لفئة «الأخدام» قام بسرقة أسلاك كهربائية وسجن لمدة خمسة أيام وقطعت يده وعلقت بحبل في مكان عام ليراها الناس ولم يوفر له حق الاتصال بمحام وغيرها من الانتهاكات التي وصفها التقرير بالـ«جسيمة» بحق الأطفال والنساء إلى جانب العقوبات الجسدية «البشعة» من قبل تلك الجماعة الإسلامية. نجحت القوات اليمنية في استعادة المحافظة في نهاية يونيو 2012  عدد كبير من أعضاء هذه الجماعة سعوديون وخضعوا لبرنامج وزارة الداخلية السعودية بإعادة التأهيل والتي تستمر لعدة أسابيع، ومع ذلك عادوا إلى نشاطاتهم فورا مثل سعيد الشهري ومحمد عتيق الحربي المعروف باسم محمد العوفي وقائدهم ناصر الوحيشي يمني ولا يزال حيا. هناك تقرير أن أعداد الجماعة لا تتجاوز المائتان شخص  وردت عدة تقارير عن استخدام حكومة علي عبد الله صالح لهولاء في قتال الحوثيين 
أعاد تقرير هيومن رايتس ووتش لعام 2013 نفس الانتهاكات إلا أنه ذكر أن عشرات الآف من النازحين من أبين عادوا للمحافظة بعد طرد جماعة أنصار الشريعة وكشف التقرير عن أرقام خيالية لمن يعانون نقصا في الغذاء والوصول للمياه النظيفة

## وصلات خارجية
- http://www.hurryat.org/?s]

```
http://www.hoodonline.org/index.php?newlang=arabic
 منظمة هود للدفاع عن الحقوق والحريات]
```

- المرصد اليمني لحقوق الإنسان.
- المركز اليمني لحقوق الإنسان.
- وزارة حقوق الإنسان في اليمن